# Pałac w Garzynie
Pałac w Garzynie – zabytkowy pałac we wsi Garzyn w gminie Krzemieniewo, wpisany do rejestru zabytków nieruchomych województwa wielkopolskiego, część zespołu pałacowego, w którego skład wchodzi także park.

## Historia
W 1878 roku Garzyn został zakupiony przez Eduarda Müllera z Górzna. Dokładna data budowy pałacu nie jest znana, zapewne nastąpiło to w latach 80. lub 90. XIX w. Pałac nigdy nie był główną siedzibą właścicieli, którzy rezydowali w pobliskim Górznie. Kolejnym właścicielem był syn Eduarda – Kurt, następnie jego żona Annemarie. Po II wojnie światowej dobra Müllerów zajął Skarb Państwa a 1 stycznia 1954 roku utworzono tu Zespół Hodowli Zarodowej. W 1993 roku utworzono przedsiębiorstwo o nazwie Ośrodek Hodowli Zarodowej „Garzyn” Spółka z o.o., którego siedzibą pałac jest do dziś.

## Architektura
Budynek został wzniesiony na planie nieregularnego prostokąta. Fasada z okazałym dwupiętrowym ryzalitem skierowana jest na południe. Ryzalit posiada potrójną arkadę na parterze oraz trójarkadową loggię na poziomie pierwszego piętra. Na drugim piętrze znajdują się cztery osie okienne. Dachy na całym budynku są płaskie z lekkimi spadkami, zakończone ozdobną balustradą. W narożniku południowo-wschodnim ulokowano graniastą czterokondygnacyjną wieżę zwieńczoną tarasem widokowym, z kolei w narożniku południowo-zachodnim parterowy alkierz dźwigający balkon.
Elewacja ogrodowa (północna) jest niesymetryczna i znacznie mniej okazała. Jedna połowa jest cofnięta w stosunku do drugiej przez co elewacja zachodnia jest szersza od wschodniej.
Pałac został wybudowany w stylu neorenesansu północnoniemieckiego z czerwonej cegły z białymi elementami dekoracyjnymi. Budynek okala prosty gzyms międzykondygnacyjny oraz profilowany gzyms wieńczący z kroksztynami. Naroża ryzalitu oraz narożniki wieży opięte są rodzajem rustykowania tynkowego.
Główne wejście do budynku, poprzedzone tarasem i szerokimi schodami znajduje się pod arkadą na fasadzie budynku. W elewacji północnej umieszczono także wyjście na ogród.

## Park
Pałac zlokalizowany jest w parku o powierzchni ok. 1,8 ha. Znajduje się tu niewielki staw, droga dojazdowa do pałacu oraz w południowo-zachodnim skraju – oficyna.
Park połączony jest z dawnymi zabudowaniami folwarcznymi, w tym murowaną stajnią, oborą i stodołą z XIX wieku.

## Galeria

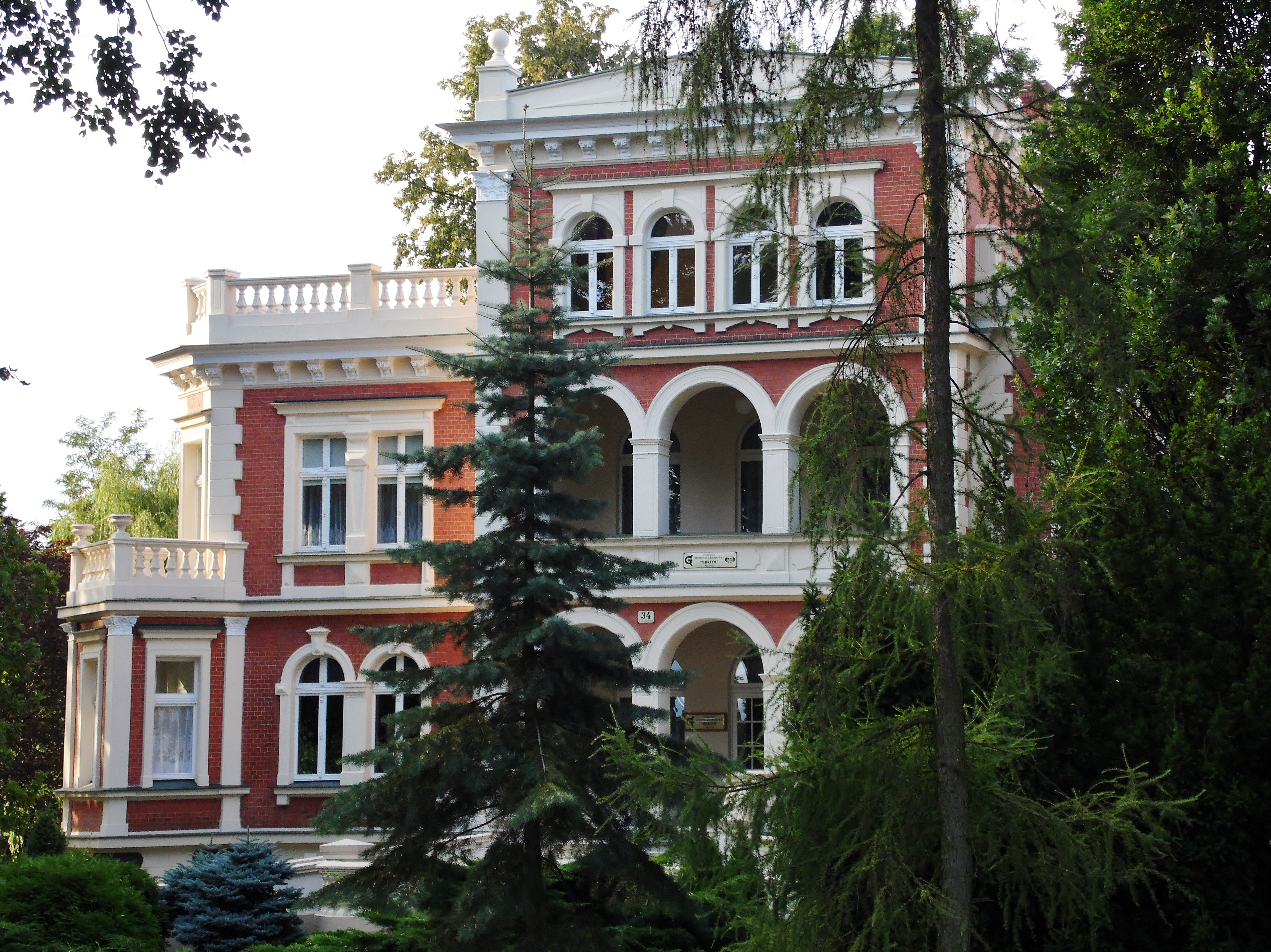
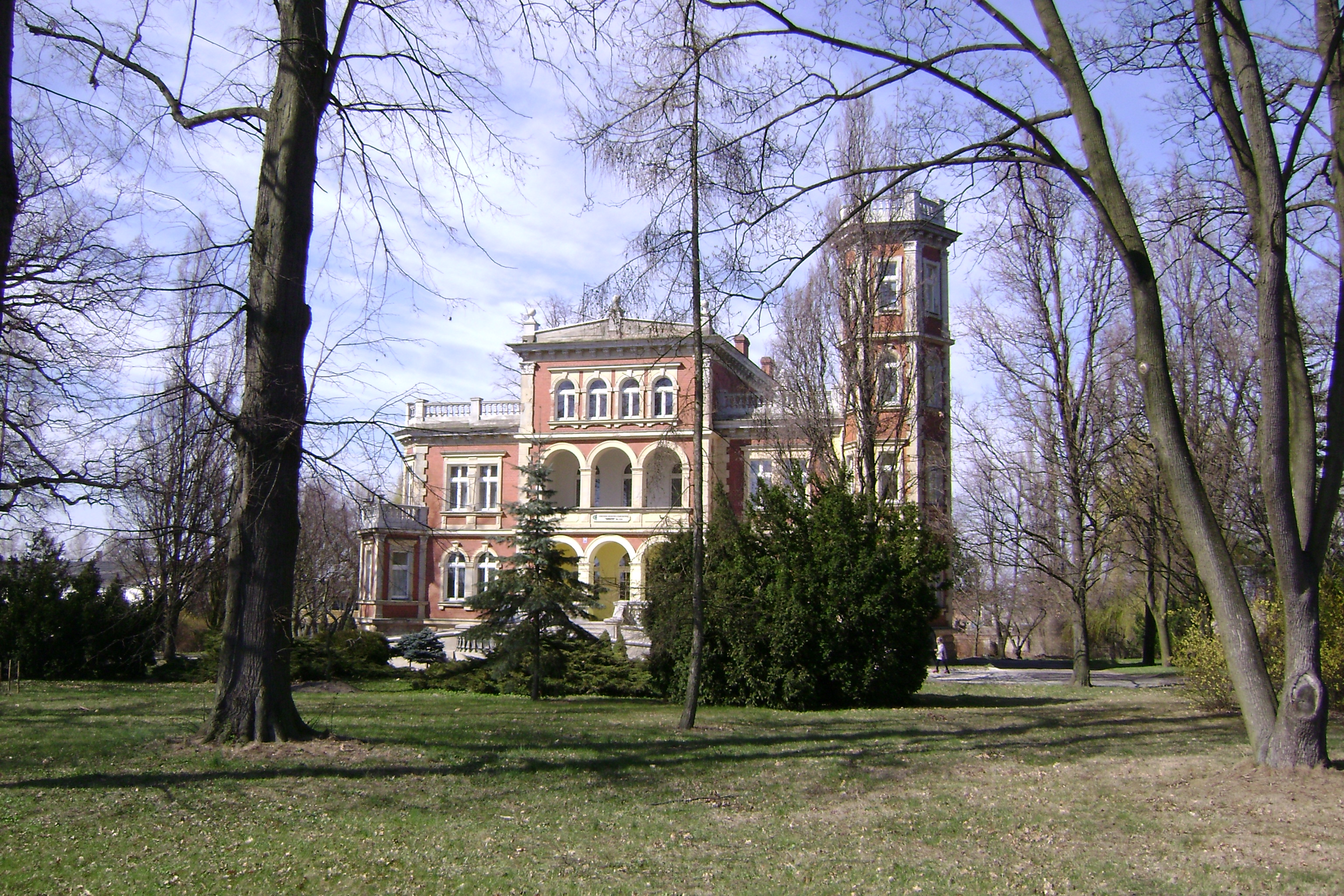
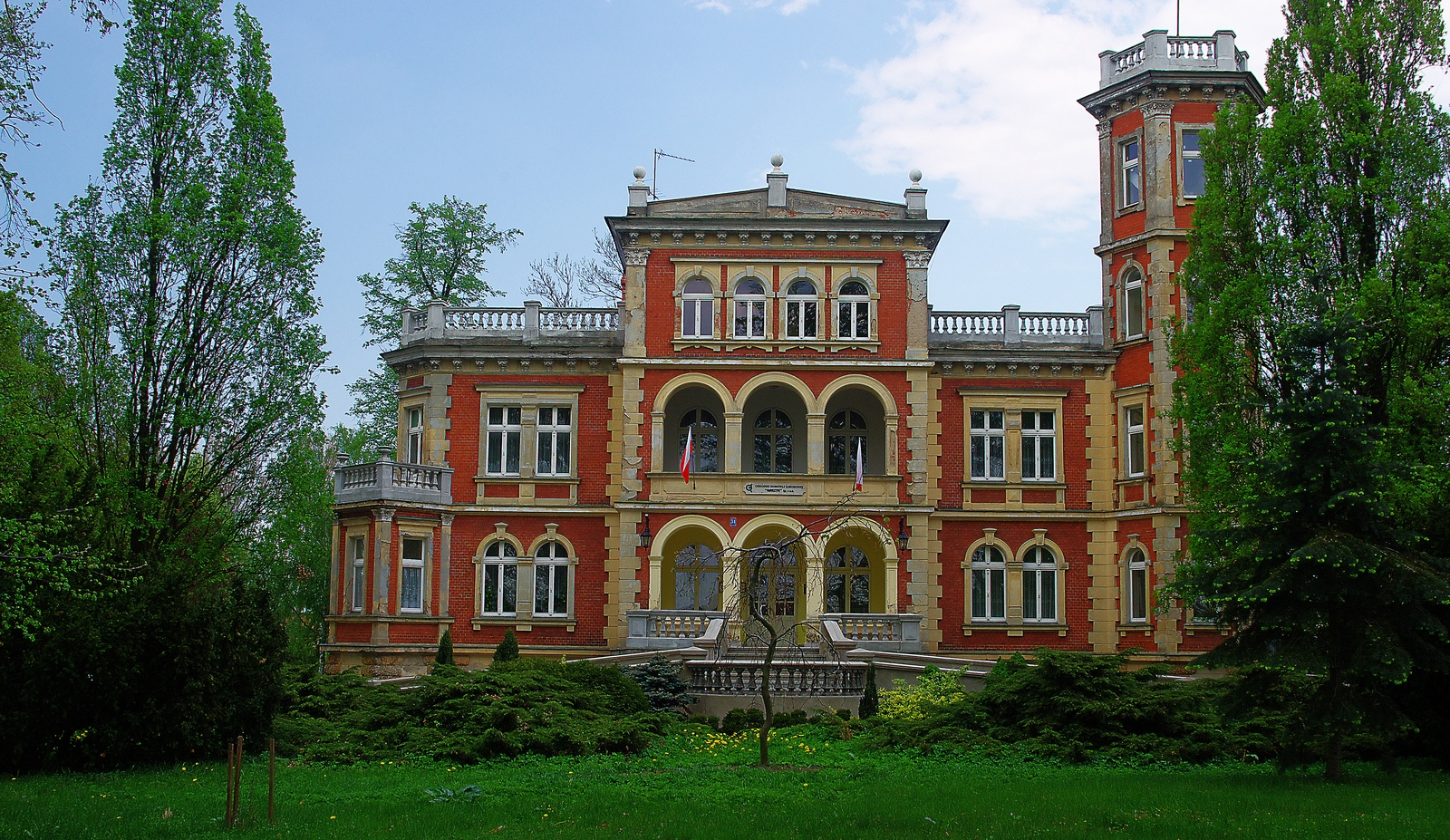
Pałac przed renowacją